# NGC 5468
NGC 5468 là tên của một thiên hà xoắn ốc trung gian nằm trong chòm sao Xử Nữ. Khoảng cách của nó với chúng ta là khoảng xấp xỉ 140 triệu năm ánh sáng. Kích thước biểu kiến của nó là khoảng 110000 năm ánh sáng. Vào ngày 5 tháng 3 năm 1785, nhà thiên văn học người Anh gốc Đức William Herschel đã phát hiện ra thiên hà này.
Có đến 5 siêu tân tinh được quan sát là nằm trong thiên hà xoắn ốc này trong 20 năm gần đây. Đó là SN 1999cp (loại Ia, độ sáng cao nhất: 18,2), SN 2002cr (loại Ia, độ sáng cao nhất: 16,5), SN 2002ed (loại IIP, độ sáng cao nhất: 16,5), SN 2005P (loại Ia-pec, độ sáng cao nhất: 18,1) và gần đây nhất là siêu tân tinh SN 2018dfg (loại IIb). NGC 5468 đối mặt với chúng ta, do vậy, cấu trúc xoắn ốc của nó như mở ngỏ. Có hai nhánh xoắn ốc chính bắt nguồn từ một thanh chắn nhỏ và bắt đầu tỏa vào trong các mảng thiên hà mỏng. Với hình ảnh của bản đồ thiên hà Carnegie, ta có thể thấy ba vùng H II lớn và một vài vùng nhỏ mờ nhạt hơn. Những vùng này là đại diện cho sự hình thành sao diễn ra một cách dày đặc ở đây. Siêu tân tinh SN 2005P nằm ở rìa của một trong số các vùng này.
Gần thiên hà NGC 5468 tạo thành một cặp thiên hà không tương tác với NGC 5472, khoảng cách của nó là 5,1'. Ngoài ra thiên hà này còn nằm trong nhóm NGC 5493. Các thành viên khác của nó là cặp thiên hà tương tác Arp 271 (bao gồm NGC 5426 và NGC 5427), NGC 5476 và cuối cùng là NGC 5493.

## Dữ liệu hiện tại
Theo như quan sát, đây là thiên hà nằm trong chòm sao Xử Nữ và dưới đây là một số dữ liệu khác:
Xích kinh 14h 06m 34.9s
Độ nghiêng −05° 27′ 11″
Giá trị dịch chuyển đỏ 0.009480 +/- 0.000013 
Cấp sao biểu kiến 12.5
Vận tốc xuyên tâm 2842 ± 4 km/s
Kích thước biểu kiến 2′.6 × 2′.4
Loại thiên hà SAB(rs)cd 